# Phil Bayton
Philip ("Phil") Bayton (Staffordshire, 18 de agosto de 1950) é um ex-ciclista de estrada britânico, que foi profissional entre 1973 à 1989. Competiu em duas provas nos Jogos Olímpicos de 1972, em Munique.